# Jotapiano
Jotapiano (em latim: Marcus F. Ru. Jotapianus), conhecido também como Iotapiano (Iotapianus), foi um usurpador romano nas províncias orientais durante o reinado de Filipe, o Árabe, por volta de 249. Ele é conhecido unicamente através de suas moedas, que são bem raras, e dos relatos de Aurélio Victor (Caesares xxix.2), Zósimo (i.20.2 e i.21.2) e do "Latérculo" de Polêmio Sílvio.

## Vida e obras
Jotapiano era membro da aristocracia local na região do Oriente Médio. Seu nome é similar ao da rainha Júlia Jotapa e de sua filha, a princesa Júlia Jotapa, do Reino de Comagena, o que torna possível que ele tenha sido um membro da casa real de Comagena, que havia entregado o poder a Vespasiano em 72.
Aurélio Victor relata que Jotapiano reivindicava uma descendência de "Alexandre". De acordo com alguns acadêmicos, este seria Alexandre Severo, enquanto que outros lembram que o rei Antíoco I de Comagena alegava ser descendente do grande rei macedônio Alexandre Magno. É possível também que ele seja descendente de Caio Júlio Agripa, de seu irmão, Caio Alexandre Berenciano ou ainda de sua irmã, Júlia Jotapa.
Jotapiano liderou uma revolta iniciada na Síria no final do reinado de Filipe, o Árabe, que reclamava principalmente contra a cobrança de impostos ordenada pelo rector Orientis Prisco, o irmão de Filipe. É possível que Filipe tenha, de alguma forma, favorecida sua Arábia nativa em relação às demais províncias orientais, uma vez que seu governo jamais foi totalmente aceito pela população local. Jotapiano fez de Antioquia sua capital, mas a revolta morreu e ele acabou sendo assassinado por seus próprios soldados, possivelmente durante o reinado de Décio.

### Moedas
Várias moedas cunhadas por Jotapiano foram encontradas. Todas são antoninianos de design rude e todas com a inscrição "VICTORIA AVG" no reverso, celebrando a vitória sobre as forças de Filipe ou ao "poder do imperador de conquistar". Já se sugeriu que Jotapiano tenha também cunhado áureos também, mas nenhum sobreviveu.
As moedas são as únicas fontes para seus demais nomesM. F. RV., que podem ser expandidos como sendo Marcus Flavius Rufus ("Marco Flávio Rufo"). Além disso, o estilo das moedas sugere que a revolta foi breve e não teve grande abrangência territorial, pois Jotapiano não passou a controlar nenhuma grande casa da moeda.